# Juhan Liiv
Juhan Liiv, nato Johannes Liiv (Alatskivi, 30 aprile 1864 – Kavastu, 1º dicembre 1913), è stato uno scrittore e poeta estone.

## Biografia

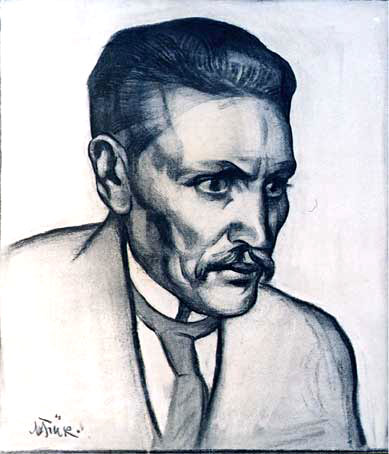
Juhan Liiv in un ritratto di Nikolai Triik (1934)

Figlio di Benjamin Liiv e Marianna Pärn, nacque il 30 aprile 1864 nella parrocchia di Alatskivi. Secondo di otto figli, i genitori erano ferventi cristiani e ricevette un'educazione molto rigida. La famiglia era molto povera, nonostante le difficoltà economiche i genitori investirono tutti i loro risparmi nell'istruzione dei figli. Liiv studiò prima alla Naelavere Village School, poi alla Kodavere Parish School e del 1886 al Hugo Treffner Gymnasium di Tartu, dove interruppe gli studi dopo soli sei mesi a causa di una serie di malattie infantili croniche che lo costrinsero a tornare a casa. 
Trascorse gran parte della sua infanzia in solitudine e isolato dagli altri bambini della sua età. In questo periodo scrisse diverse poesie per il settimanale Olevik, ma il suo stile era completamente diverso da quello dei suoi contemporanei e quindi venne ignorato.
Nel 1882 tornò a Tartu, dove frequentò ambienti culturali e letterari. Raggiunse notorietà nel 1884, con la pubblicazione del suo primo racconto intitolato Vari. Pochi mesi dopo venne ricoverato in una clinica psichiatrica a Tartu, dove gli venne diagnosticata la schizofrenia, in quanto si era convinto di essere figlio dell'imperatore Alessandro II di Russia e della poetessa Lydia Koidula. Nel 1894 venne dimesso e tornò ad Alatskivi, dove continuò a scrivere poesie. 
Negli anni successivi, a causa del perdurare delle condizioni economiche disagiate e della malattia del figlio, la famiglia chiese aiuto al gruppo letterario Noor-Eesti. I membri del gruppo si interessarono alle opere di Liiv e lo sostennero economicamente, aiutandolo anche a pubblicare diverse poesie e altre opere in prosa. Già malato di tubercolosi, morì a causa di una polmonite alla fine del 1913.
La maggior parte delle opere di Liiv furono pubblicate postume. Nel 1914 e nel 1927 il critico letterario Friedebert Tuglas scrisse due monografie sull'opera di Liiv e pubblicò una raccolta completa delle sue poesie. Dopo il lavoro di Tuglas, diversi poeti e letterati dell'epoca (come Gustav Suits) iniziarono a interessarsi al lavoro di Liiv e si adoperarono affinché le sue opere venissero considerate e rivalutate.

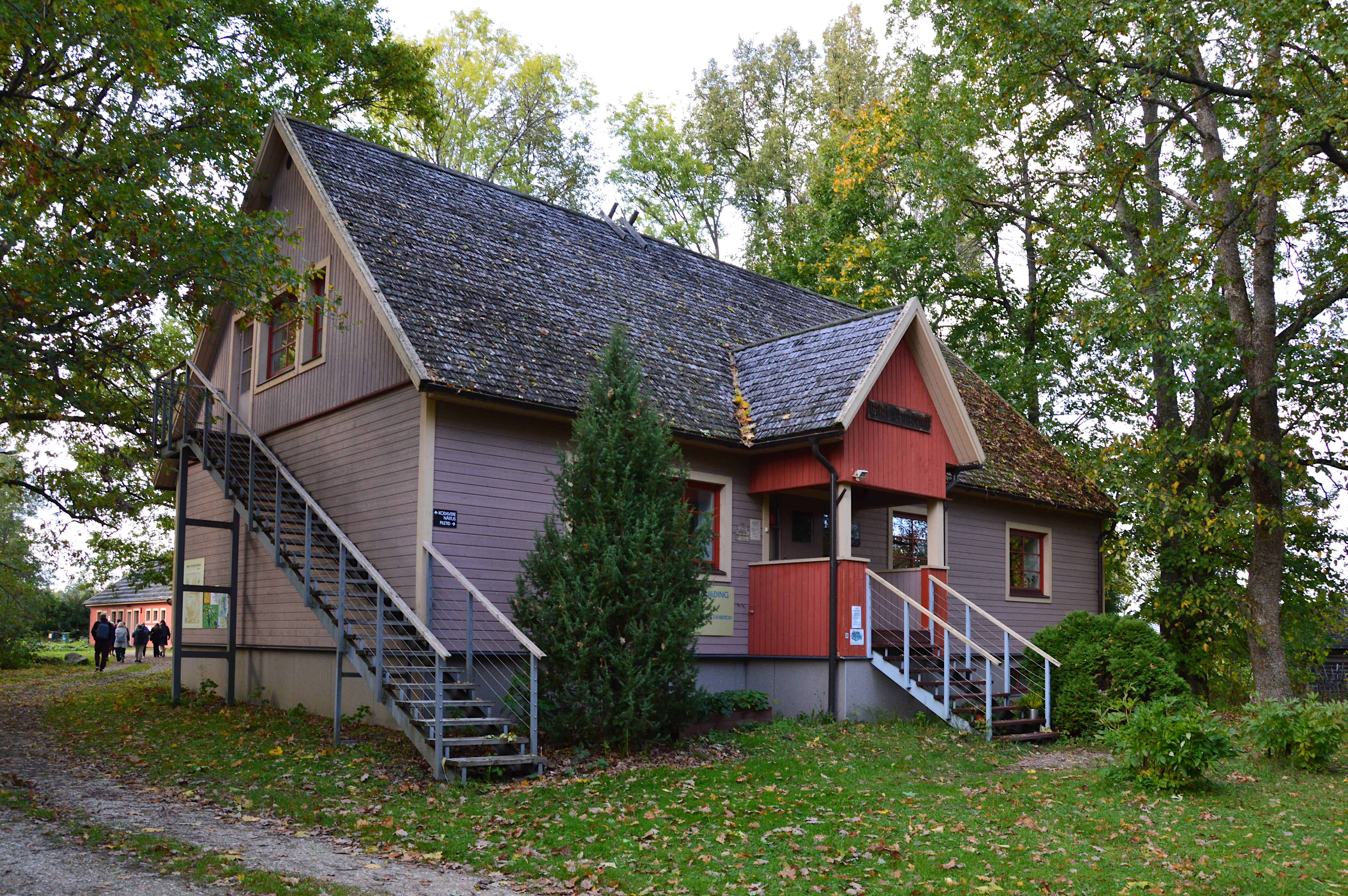
Casa natale di Liiv ad Alatskivi, oggi sede del "Juhan Liiv Museum"

A Liiv sono dedicati un museo letterario e una scuola di Alatskivi. Nel 1964 venne istituito il premio di poesia Juhan-Liiv, che viene assegnato ogni anno a un poeta estone.
Nel 2023 è stata annunciata la produzione del film Varu diretto da Jaak Kilmi, ispirato alla vita di Liiv, interpretato sul set da Pääru Oja.